# B41 (Kernwaffe)

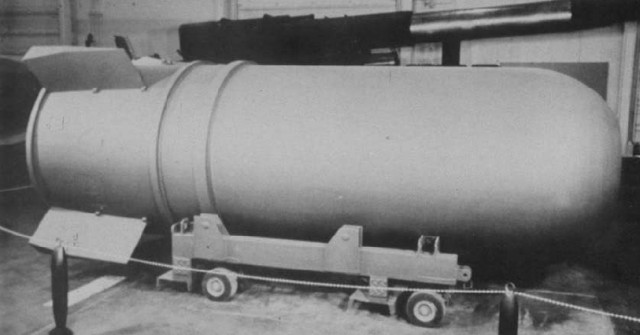
Gehäuse einer B41-Wasserstoffbombe

Die B41 oder auch MK 41 war eine thermonukleare Bombe, die sich im Arsenal des US Strategic Air Command von 1960 bis 1976 befand. Diese Bombe war die stärkste von den USA entwickelte Kernwaffe. Ihre Sprengkraft wurde mit „weniger als 10“ bzw. 25 MT TNT angegeben.

## Entwicklung

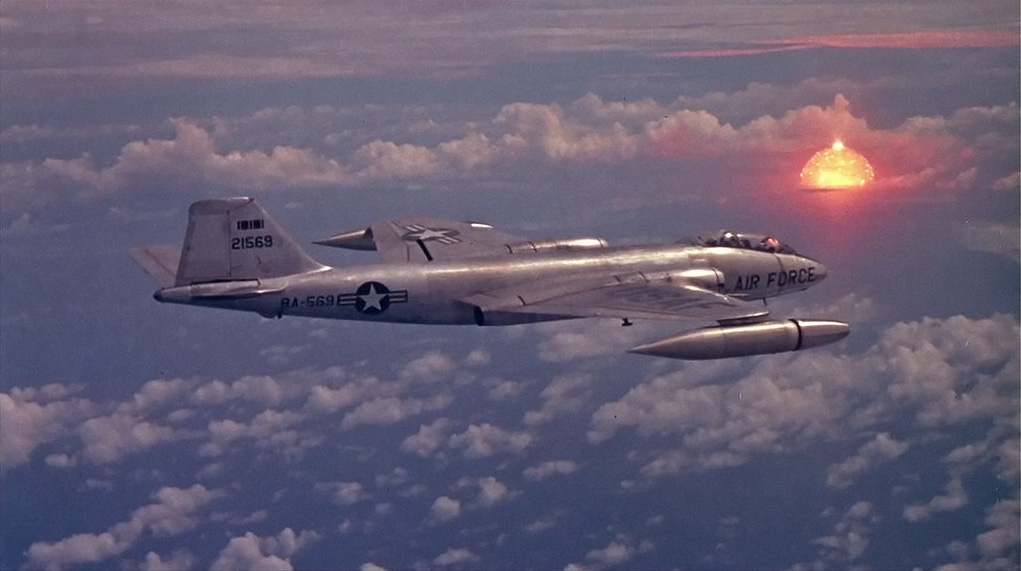
Test Hardtack I „Poplar“, saubere zweistufige Version des TX-41-Entwurfs

Die Entwicklung der B41 begann im Jahr 1955, als die USAF die Forderung nach einer neuen Kernwaffe der Klasse B (etwa 10.000 lb, rund 4,5 t) mit hoher Sprengkraft formulierte. Das UCRL (University of California Radiation Laboratory, heute Lawrence Livermore National Laboratory LLNL) schlug vor, ein experimentelles dreistufiges Teller-Ulam-Design anzupassen, das sich gerade in jenem Labor in Entwicklung befand. Dieses Design wurde erstmals während der Operation Redwing im Test Zuni am 27. Mai 1956 getestet. Der experimentelle Sprengkörper wurde „Bassoon“ genannt. Dies war der weltweit erste Test einer dreistufigen Kernwaffe mit Teller-Ulam-Design und einer der „saubersten“ Tests in der US-Geschichte, da nur etwa 15 % der Sprengkraft von 3,5 Mt durch Kernspaltung erzeugt wurden. Knapp zwei Monate später wurde „Bassoon Prime“ getestet, eine „schmutzige“ Version des dreistufigen Entwurfs, bei dem die dritte Stufe mit abgereicherten Uran ummantelt wurde, und nicht mit Blei wie zuvor. Bei diesem Test am 20. Juli 1961, Tewa genannt, wurde eine Sprengkraft von 5 Mt erreicht, die zu 87 % aus Kernspaltung erzeugt wurde. Tewa war damit, an der Sprengkraft gemessen, der „schmutzigste“ Test der US-Geschichte. Diese beiden Tests der Redwing-Serie sollten nur den prinzipiellen Nachweis erbringen, dass das Konzept funktioniert, und waren noch keine Tests des eigentlichen Bombenentwurfs.
Im November 1956 wurde die Machbarkeitsstudie für die neue Waffe abgeschlossen und die Bezeichnungen TX-41 für die Bombe und XW-41 für den Raketensprengkopf vergeben. Am 28. Januar 1957 beauftragte das US-Verteidigungsministerium die Atomenergiebehörde der USA AEC (Atomic Energy Commission) offiziell mit der Entwicklung der neuen Waffe auf der Basis des UCRL-Entwurfs. Im darauffolgenden Januar wurde die militärische Charakteristika der Bombe und des Raketensprengkopfes genehmigt und die Entwurfs- und Designphase begann. Im Juli 1957 wurde der Raketensprengkopf gestrichen.
Am 31. August 1957 wurde die erste Stufe („primary“) und zweite Stufe der TX-41 in einem Mock-up des späteren Bombenkörpers im Test „Smoky“ der Operation Plumbbob getestet. Die erreichte Sprengkraft lag bei 45 kT, davon nur ein geringer Teil durch Kernfusion. Während der Operation Hardtack I gab es drei Tests für den TX-41-Entwurf. Der erste Test, „Sycamore“, scheiterte. Er sollte die „saubere“ Version des TX-41-Entwurfes testen. Statt der vorhergesagten 4 bis 6 Mt erreichte er nur eine Sprengkraft von 92 kT mit nur einem sehr geringen Kernfusionsanteil der zweiten Stufe. Die saubere zweistufige Version wurde erneut im Test „Poplar“ getestet und entwickelt 9,3 Mt Sprengkraft. Dies war die fünftstärkste Kernwaffenexplosion in der US-Geschichte. Eine „saubere“ dreistufige Version wurde im Test „Pine“ getestet und erreichte 2 MT Sprengkraft, nur etwa halb so viel wie vorhergesagt.
Die Produktion erster Ingenieurmodelle der TX-41 begann darauffolgend im Jahr 1958, die Serienproduktion der nun B-41 genannten Bombe wurde im September 1960 aufgenommen.
| Testdatum       | Testgelände      | Testserie  | Testname | Sprengsatzname | berechnete Sprengkraft | erreichte Sprengkraft | Details |
| 28. Mai 1956    | Bikini-Atoll     | Redwing    | Zuni     | Bassoon        | 2 - 3Mt                | 3,5 Mt                | Test eines dreistufigen „sauberen“ Teller-Ulam-Designs, erster Test eines UCRL-Entwurfes, weltweit erster Test eines dreistufigen Teller-Ulam-Entwurfes, Grundlage für den TX-41-Entwurf |
| 20. Juli 1956   | Bikini           | Redwing    | Tewa     | Bassoon Prime  | 6 - 8 MT               | 5 MT                  | Test eines „schmutzigen“ dreistufigen Designs, Grundlage für den TX-41-Entwurf |
| 31. August 1957 | Nevada Test Site | Plumbbob   | Smoky    | kA             | 45 - 50 kT             | 44 kT                 | Test der Primärstufe und der zweiten Stufe des TX-41-Entwurfs |
| 31. Mai 1958    | Bikini           | Hardtack I | Sycamore | k. A.          | 5 MT                   | 0,092 MT              | Test des „sauberen“ zweistufigen TX-41-Designs, Fehlschlag |
| 12. Juli 1958   | Bikini           | Hardtack I | Poplar   | k. A.          | 5 - 10 MT              | 9,3 MT                | Wiederholungstest für gescheiterten Sycamore-Test |
| 26. Juli 1958   | Eniwetok         | Hardtack I | Pine     | k. A.          | 4 - 6 MT               | 2 MT                  | Test des „sauberen“ dreistufigen Entwurfs der TX-41 |
| --------------- | ---------------- | ---------- | -------- | -------------- | ---------------------- | --------------------- | --- |

## Aufbau
Die B41 war die einzige thermonukleare Waffe der USA, die nach einem dreistufigen Teller-Ulam-Design funktionierte. Dabei zündet ein Kernspaltungssprengsatz („primary“) eine zweite Stufe, die auf Kernfusion basiert („secondary“). Die Energiefreisetzung der zweiten Stufe dient zur Zündung einer dritten Stufe, die ebenfalls auf Kernfusion basiert. Die erste Stufe basierte auf dem Implosionsverfahren und wurde durch Deuterium- und Tritiumgas im Inneren geboostet. Die zweite Stufe ist ein Zylinder, der mit angereichertem 6LiD gefüllt und mit Blei ummantelt ist. Die dritte Stufe ist ähnlich aufgebaut wie die zweite, jedoch wurde sie vermutlich in zwei Versionen gefertigt: Für die B-41-Y1-Bombe wurde die dritte Stufe mit abgereichertem Uran ummantelt. Die schnelle Kernspaltung des Urans steigerte die Sprengkraft der Waffe erheblich. Diese Waffe funktioniert damit nach dem Design Fission-Fusion-Fusion-Fission (FFFF). Bei der Version B-41 Y2 war die dritte Stufe wahrscheinlich wie die zweite mit Blei ummantelt. Dadurch hat sie weniger Sprengkraft, produziert aber auch erheblich weniger radioaktiven Fallout. Die Y1-Version hat vermutlich eine Sprengkraft von 25 MT, die Version Y2 weniger als 10 MT.
Die B-41 Y1 liegt nahe am theoretischen Maximum für das Verhältnis von Sprengkraft zu Bombengewicht bei Kernwaffen. Die in Dienst gestellte Waffe hatte ein Verhältnis von 5,2 kT Sprengkraft pro kg Bombengewicht. Der reine Sprengsatz ohne Fallschirm und Schockabsorber des Bombengehäuses ist jedoch erheblich leichter und somit erreichte die B-41 das von Theodore B. Taylor angegebene Limit von 6 kT/kg.

## Abmessungen
- Länge: 3,76 m (12 ft 4 in)
- Durchmesser: 1,32 m (4 ft 4 in)
- Masse: 4.850 kg (10.670 lb)

Die Waffe war für die B-52- oder B-47-Bomber vorgesehen. Sie konnte an einem Fallschirm in der Luft oder beim Aufschlag auf den Boden gezündet werden.

## Indienststellung
Die B41 wurde 1961 als MK 41 und ab 1968 als B41 in Dienst gestellt. Etwa 500 Einheiten wurden zwischen September 1960 und Juni 1962 gebaut. Ab 1963 wurden die Bomben sukzessive wieder außer Dienst gestellt. Die letzten B41 wurden 1976 außer Dienst gestellt.